# جون كينغ (سياسي أسترالي)
جون كينغ (بالإنجليزية: John King)‏ هو سياسي أسترالي، ولد في 9 يناير 1820، وتوفي في 24 يناير 1895 في أستراليا. انتخب عضو المجلس التشريعي الفيكتوري وانتخب عضو الجمعية التشريعية فيكتوريا.